# Tigres catangueses
Tigres catangeses são combatentes catangueses, oriundos da gendarmeria catanguesa e posteriormente da Frente Nacional de Libertação do Congo. "Tigre" significaria "tropas de infantaria e de guerrilha revolucionária" (em francês:  troupes d'infanterie et de guérilla révolutionnaire).

## Primeira Guerra do Congo
Os Tigres desempenham um papel importante durante a Primeira Guerra do Congo. Alguns se colocam a serviço do partido catanguês, União dos Federalistas e Republicanos Independentes (Uferi). Ingressam parcialmente à Guarda Civil Zairiana em fevereiro de 1996.
Outros Tigres, integrados às Forças Armadas Angolanas, foram enviados ao Zaire em fevereiro de 1997 para ingressar na Aliança das Forças Democráticas para a Libertação do Congo (AFDL) de Laurent-Désiré Kabila. Assim, 2.000 a 3.000 combatentes são enviados para Goma e Bucavu via Quigali. Os catangueses do 24.º Regimento Angolano participam da derrota das Forças Armadas do Zaire (FAZ) durante a Batalha de Kisangani (1997). Em 9 de abril de 1997, os rebeldes tomaram Lubumbashi, capital de Catanga. Os catangueses do Exército Angolano também participam da Batalha de Kenge, a última resistência significativa da Forças Armadas do Zaire.